# Uri Kalashnikov
Uri Kalashnikov (ur. 4 października 1998) – izraelski zapaśnik walczący w stylu wolnym. Zajął jedenaste miejsce na mistrzostwach świata w 2021. 
Piąty na mistrzostwach Europy w 2022. Ósmy w indywidualnym Pucharze Świata w 2020. Jedenasty na igrzyskach europejskich w 2019. Trzeci na MŚ U-23 w 2017. Trzeci na ME juniorów w 2018 roku.